# Sophus Jørgensen
 Ikke at forveksle med Sofus Jørgensen.
Sophus Carl Christian Jørgensen (født 6. februar 1852 i Odense, død 3. februar 1909 i København) var en dansk arkitekt.

## Karriere
Han var søn af murermester Niels Peter Jørgensen (1824-?) og Anna Cathrine født Sundahl (1819-1885), kom i lære hos sin fader i Odense 1866 og gjorde tre år efter svendeprøve. Med en anbefaling fra arkitekt Carl Lendorf tog han derpå til København og begyndte i oktober 1870 at gå på Kunstakademiet, hvis afgangsprøve som arkitekt han bestod den 23. december 1876. Efter en kortere udenlandsrejse i 1877 udførte han nogle private bygninger i Odense, havde derpå i nogle år en privat tegneskole i København og var fra 1889 konduktør hos stadsarkitekt Ludvig Fenger ved Københavns Vandværks udvidelse, ved opførelsen af Gothersgade Elektricitetsværk og af Vestre Fængsel på Vesterfælled. Den 1. december 1895 blev Jørgensen bygningsinspektør i Sundbyøster og Sundbyvester og blev i 1905 forflyttet til 2. Bygningsinspektorat (Indre By), hvor han var bygningsinspektør til sin død 1909.
Han har tegnet Sundby Vandtårn (1900, nedrevet 1967), ejendommen Sundborg på Amagerbrogade 73-85 (1898), området mellem Amager Landevej og Saltværksvej, kaldet Tårnby Villaby Arkiveret 4. februar 2017 hos  Wayback Machine (1901), og desuden en del villaer.

## Ægteskaber
Sophus Jørgensen blev gift 1. gang 1. juli 1879 i København med Elise Caroline Augusta Maria Elisen (3. april 1857 smst. - 12. februar 1940 smst.), datter af skræddermester Søren Elisen og Leopoldine Vilhelmine Christiane Heldt. Ægteskabet blev opløst, og han ægtede 2. gang 29. juli 1897 i København Jutta Katrine Hansine Mikkelsen (1. september 1869 i Sundbyvester - 16. august 1936 på Frederiksberg), datter af tømrer Hans Mikkelsen og Cathrine Thora Amalie Berg. 
Han er begravet på Sundby Kirkegård.